# Mortal Kombat: Shaolin Monks
A Mortal Kombat: Shaolin Monks 2005-ös akció-kalandjáték, amelyet a Midway fejlesztett és adott ki PlayStation 2-re és Xboxra. A Mortal Kombat verekedős játéksorozat spin-offja, amely a Mortal Kombat II (1993) eseményeit meséli újra. A játékosok a névadó shaolin szerzeteseket, Liu Kangot és Kung Laót irányítják egyjátékos vagy kooperatív játékmenetben, miközben megvédik a Föld birodalmát a Külvilág erőitől.
A 2000-es évek eleje óta fontolgattak egy Liu Kangról szóló spin-off létrehozását, de a korábbi kalandjátékok, a Mortal Kombat Mythologies: Sub-Zero (1997) és a Mortal Kombat: Special Forces (2000) negatív fogadtatása után elvetették. A Shaolin Monksot 2004-ben jelentették be hivatalosan, a Midway azon tervének részeként, hogy évente adjon ki Mortal Kombat-játékokat. A Mortal Kombat-játékosokat megszólítani szándékozó Shaolin Monks a verekedős játékok különböző elemeit tartalmazza, beleértve a Fatalitásokat, a kombókat és a versus módot. A megjelenéskor a játék pozitív kritikákat kapott a sorozat kalandjátékká alakítása és a kooperatív mód miatt. Kereskedelmi sikert is aratott, több mint egymillió példányban kelt el.

## Játékmenet
A játék három fő játékmóddal rendelkezik. Az egyjátékos mód mellett a játék rendelkezik kooperatív móddal is, amelyben két játékos együtt végezheti el a játékot, és hozzáférhet néhány olyan területhez és tárgyhoz, amelyek az egyjátékos módban elérhetetlenek. Van egy versus mód is, ahol két játékos küzdhet egymás ellen a játékban szereplő arénák némelyikében. Ezen kívül a játékosok játszhatnak a The Suffering: Ties That Bind rövidített, cenzúrázott demóváltozatával is, valamint a Mortal Kombat II egy emulált arcade tökéletes változatával (amely a Midway Arcade Treasures 2-ből származik).
A Shaolin Monks többirányú harci rendszerrel működik, amely lehetővé teszi a játékosok számára, hogy gördülékenyen támadhassák az őket körülvevő ellenségeket. A mozdulatok lehetővé teszi a játékos számára, hogy több ellenségen keresztül is fenntartsa a kombótámadásokat, sőt, folytassa a kombókat, miután egy erőteljes támadással vagy dobással a levegőbe repítette az ellenséget. A főszereplők a sorozat számos jellegzetes mozdulatával is rendelkeznek. A kombók és a speciális mozdulatok a megszerzett tapasztalati pontok révén fejleszthetők. Ezeket főként az ellenfelek legyőzésével lehet megszerezni, a kombórendszer pedig megsokszorozza az értéket. A környezet fontos szerepet játszik a játékban, mivel számos olyan veszélyforrás van, amely azonnal megöli az ellenséget, például a talajba vájt gödrök vagy a forgó tüskéskerekek. A környezet egy részének ilyen módon történő felhasználása, valamint bizonyos tárgyak lerombolása vagy elpusztítása rejtvényfejtő elemként szolgál a játék titkainak feloldásához.
A játékban a Mortal Kombat-sorozatban megszokott Fatalities is megtalálható. Az ellenségen végrehajtott kombók növelik a Fatality-mérőt. Amint ez a mérő elér egy bizonyos szintet, egy Fatalityt lehet végrehajtani, függetlenül az ellenfél életszintjétől. A főszereplők több különböző Fatality mozdulatot is képesek végrehajtani, amelyek közül néhány az első és második Mortal Kombat-játékban használt Fatality-k 3D-s, frissített változata. A játékos feloldhatja a Multalities képességét is, ami egyszerre több ellenségen végrehajtott kivégzés. Az Ultimate Mortal Kombat 3/Mortal Kombat Trilogy Brutalities koncepciója is visszakerült, bár más funkcióval. A mozdulat végrehajtása után a játékos korlátozott ideig képes pusztítóbb támadásokat adni.

## Történet
A Mortal Kombat: Shaolin Monks a Mortal Kombat II eseményeit foglalja magába, kezdve az első Mortal Kombat utóhatásával. A csata dühödten dúl Shang Tsung szigetén, az Elveszett tengerben lévő erődben, miközben a varázsló végignézi, ahogy a harcosok a katonái ellen küzdenek, hogy megvédjék a Föld birodalmát. A földi shaolin szerzetes Liu Kang legyőzi Shang Tsungot, de a harcos Goro a védelmére siet. Mivel Goro mindenkit eltérít, Shang Tsung portált hoz létre a Külvilágba, és szövetségeseivel együtt elmenekül. A mennydörgés istene, Raiden megjelenik ezután, és figyelmezteti a megmaradt harcosokat, hogy hagyják el a szigetet, mert az a tengerbe fog omlani. Liu Kang és Kung Lao kivételével mindenki evakuálódik és visszamenekül a Wu Shi Akadémiára.
Liu Kangnak és Kung Laónak azonban egy másik portálon keresztül kell átverekednie magát a Wu Shi Akadémiára. Megérkezésük után Raiden kitünteti harcosait a Föld birodalmának megmentéséért. Baraka és a Tarkatan azonban megtámadja a Wu Shi Akadémiát. Bár a Tarkatanokat legyőzik, Baraka elfogja Sonya Blade-et. Raiden megerősíti, hogy Shang Tsung megpróbálja Liu Kangot és szövetségeseit a Külső Világba csalogatni, ahol parancsot adhat a csatlósainak, hogy támadják meg őket, és kivárja a hatalomra jutást. Ha sikerrel jár, Shang Tsung meghódítja a Földet anélkül, hogy megnyerné a Mortal Kombat bajnokságot, azonban csalással.
Liu Kang és Kung Lao átutaznak a Külső Világ rémálomszerű birodalmán, hogy meggátolják a varázsló tervét. Raiden vezeti őket, és Johnny Cage segít nekik. Útjuk során számos szövetségessel találkoznak, és megtudják, hogy egy másik személy is a Földet akarja: a Külvilág császára, Shao Kahn. Útjuk során Liu Kang és Kung Lao összes szövetségesét elfogják. Miután elérik Shao Kahnt, Shang Tsungról kiderül, hogy a páros útja során alkalmanként Raiden bőrébe bújik, hogy a katonák minden egyes legyőzése eléggé felerősítse az erejét ahhoz, hogy Shao Kahntól ellopja a Külvilág uralmát.
A két Shaolin szerzetes legyőzi Shang Tsungot és Kintarót, majd Shao Kahn kihívja őket. Az igazi Raiden segítségével Liu Kang és Kung Lao végeznek a császárral, és mindketten megkapják a bajnoki címet. Mivel barátaik és a Külvilág biztonságban van, Raiden csapata visszatér a Földre, hogy megünnepeljék a győzelmüket. De a többiek tudta nélkül Quan Chi felveszi az amulettjét, és mániákus nevetéssel befejezi a történetet.

## Karakterek
A Shaolin szerzetesek főszereplői Liu Kang és Kung Lao. A főszereplők szövetségesei Raiden, Johnny Cage, Kitana, Sub-Zero és Jax. A legtöbb szövetséges megjelenik, hogy segítse a főszereplőket a játék egyes szakaszaiban. A főszereplők ellenségei Shao Kahn, Shang Tsung, Mileena, Jade, Reptile, Baraka, Goro, Scorpion és Kintaro. Ezek a karakterek szolgálnak a játék szintjeinek bossaiként. Ermac és Kano ellen opcionális bossokként is meg lehet küzdeni. További karakterek Sonya Blade, Kabal, Noob Saibot és Quan Chi, akik többnyire csak a filmfelvételeken jelennek meg. Smoke, a Mortal Kombat II ábrázolására utalva, a Living Forestben található, ahol a Mortal Kombat II feloldásához szükséges opcionális küldetéseket osztja ki a játékosnak. Szintén a második játékra utalva, Blaze a Pit II hátterében jelenik meg, amint meg nem nevezett ellenfelével harcol. A játék befejeztével Sub-Zero és Scorpion feloldhatóvá válik, mint játszható karakterek a sztori módban, bár a történet nem változik. A versus módban Liu Kang, Kung Lao, Scorpion, Sub-Zero, Johnny Cage, Kitana, Reptile és Baraka a játszható karakterek; Liu Kang és Kung Lao kivételével mindegyikük a történet során talált érmék összegyűjtésével oldható fel.

## Fogadtatás
A Mortal Kombat: Shaolin Monks több mint egymillió példányban kelt el és többnyire kedvező kritikákat kapott. A GameRankingsnél 79,10%-os és 80,64%-os átlagot ért el a PlayStation 2 és az Xbox konzolokon. A kritikusok dicsérték a játékot, mert a franchise-t egy szórakoztató akciójátékká alakította át. A játékmenetről megjegyezték, hogy ugyanazokat a mozdulatokat tartalmazza, mint a klasszikus Mortal Kombat-játékok, például a Fatalities és a kombók kezelésének módja is. A kooperatív módot azért dicsérték, mert rejtett bónuszokhoz ad hozzáférést a játékosoknak, ugyanakkor kritizálták, hogy egyjátékos módban nem lehet folytatni a játékot. A GameSpot által a 2005-ös év legmeglepőbb jó játéka címre jelölt öt játék egyike volt. A GameSpot a 2005-ös év legmeglepőbb jó játéka címre jelölte.